# 瓜米兰加
瓜米兰加是巴西巴拉那州的一个市镇。总面积259.632平方公里，总人口7851人，人口密度30.2人/平方公里。